# Чемпіонат Азії та Океанії з хокею із шайбою серед юніорів 1989
Чемпіонат Азії та Океанії з хокею із шайбою серед юніорів 1989 — 6-й розіграш чемпіонату Азії та Океанії з хокею серед юніорських команд. Чемпіонат проходив у японському місті Хатінохе. Турнір проходив з 13 по 18 лютого 1989 року.

## Підсумкова таблиця
| М | Команда        | І | В | Н | П | ШЗ | ШП | Різ | О |
| - | -------------- | - | - | - | - | -- | -- | --- | - |
|   | Японія         | 4 | 3 | 1 | 0 | 32 | 14 | +18 | 7 |
|   | Південна Корея | 4 | 2 | 0 | 2 | 19 | 26 | -7  | 4 |
|   | КНР            | 4 | 0 | 1 | 3 | 16 | 27 | -11 | 1 |

## Результати
- КНР 3 – 8  Південна Корея
- Японія 8 – 2  Південна Корея
- Японія 5 – 5  КНР
- Південна Корея 7 – 3  КНР
- Японія 12 – 2  Південна Корея
- Японія 7 – 5  КНР